# شارلوته غرين
شارلوته غرين (بالإنجليزية: Charlotte Green)‏ هي مبارزة بالسيف أمريكية، ولدت في 1 يوليو 1938.